# کرایسلر ۳۰۰
کرایسلر ۳۰۰ (به انگلیسی: Chrysler 300) یک خودروی اندازه بزرگ لوکس موتور جلو-محور عقب است که توسط شرکت اف‌سی‌ای یواس (فیات کرایسلر امروزی، کرایسلر سابق) تولید شده و به فروش می‌رسد. این خودرو در نسل اول (مدل‌های سال ۲۰۰۵ تا ۲۰۱۰) در دو نوع چهار در سدان و استیشن واگن، و در نسل دوم امروزی (مدل‌های سال ۲۰۱۱ تاکنون) تنها در نوع چهار در سدان تولید شده‌است. نسل دوم کرایسلر ۳۰۰ در بریتانیا و ایرلند با نام کرایسلر ۳۰۰سی، و در دیگر کشورهای اروپایی با نام لانچیا تما به فروش می‌رسد.

## نسل اول (ال‌ایکس؛ ۲۰۰۵–۲۰۱۰)
خودروی ۳۰۰ در نمایشگاه بین‌المللی خودروی نیویورک ۲۰۰۳ به عنوان یک خودروی مفهومی طراحی شده توسط بروک براون معرفی شد و تولید آن در ژانویه ۲۰۰۴ برای مدل سال ۲۰۰۵ کلید خورد. کرایسلر ۳۰۰ بر اساس تفسیر مدرنی از طراحی خودروی کرایسلر سی-۳۰۰ طراحی شد. خصوصیات طراحی این خودرو شامل جلوپنجرهٔ بزرگ، درب موتور طویل و حد سقف کوتاه بود که از خصوصیات بارز مدل‌های قدیمی بودند. در طراحی ۳۰۰، عناصر زیادی از جمله تزئینات داخلی از جنس کروم و پوشش لاک لاکپشت بر روی فرمان و دسته‌دنده، از خودروی مفهومی کرایسلر کرونوس به عاریت گرفته شده‌بود.
کرایسلر ۳۰۰ بر اساس پلتفرم دیفرانسیل عقب کرایسلر ال‌ایکس ساخته شده است و مدیران کرایسلر تأیید کرده‌اند که مهندسان کرایسلر برای مطالعه کلاس ئی آینده به آلمان اعزام شده‌اند و به همین ترتیب، عناصر اصلی ساختار خودرو مانند تخته پنجه، معماری قفس ایمنی و همچنین فلسفه مسیر بار از طرح(های) مورد استفاده توسط شریک آن زمان، مرسدس-بنز، گرفته شده است. قطعات مشترک و یا مشتق شده از مرسدس-بنز شامل موارد زیر است: موتور 3.0 لیتری اوام۶۴۲ توربو دیزل وی۶ که در بازارهای خارج از کشور استفاده می‌شود، گهواره سیستم تعلیق عقب و طراحی سیستم تعلیق عقب مستقل ۵ اتصالی که از کلاس-ئی گرفته شده است، طراحی سیستم تعلیق جلو دوجناغی با هندسه تعلیق جلو با بازوی کوتاه و بلند که از مرسدس-بنز کلاس-اس (دبلیو۲۲۰) گرفته شده است، گیربکس پنج سرعته ان‌ای‌جی۱ دبلیو۵ای۵۸۰، دیفرانسیل عقب، میل گاردان، سیستم‌های ئی‌اس‌پی و ای‌بی‌اس، سیستم فرمان، معماری الکتریکی کن باس و قطعات الکترونیکی کابین، شامل سایر ماژول‌های الکترونیکی و موتور، از قطعات مرسدس بنز گرفته شده‌اند. علاوه بر این، کلیدهایی مانند کروز کنترل و دسته راهنما، کنترل‌های صندلی، فریم صندلی، سیستم(های) HVAC و سیم‌کشی از قطعات مرسدس بنز استفاده شده‌اند. مدل‌های بعدی همچنین به جای کلید فلزی سنتی، دارای سیستم جرقه‌زنی لیزری برگرفته از مرسدس-بنز هستند. مدل‌های تمام چرخ متحرک همچنین از سیستم ۴ماتیک مرسدس بنز، شامل قطعات جعبه دنده کمکی، بهره برده‌اند.

### تنوع مدل

#### مدل پایه
مدل پایهٔ ۳۰۰ (شناخته شده با نام ۳۰۰سی در برخی کشورها) با امکاناتی همچون رینگ‌های چرخ ۱۷ اینچی به صورت استاندارد، پوشش برای رینگ‌ها، ترمزهای دیسکی در هر چهار چرخ، پخش MP3 با یک دیسک‌گردان و ورودی جک استریو، تنظیم برقی صندلی راننده و جعبه‌دندهٔ ۴ سرعتهٔ خودکار عرضه شد. این خودرو به یک موتور وی۶ ئی‌ئی‌آر با حجم ۲٫۷ لیتر (۲٬۷۳۶ سانتی‌متر مکعب) و با نیروی تولیدی ۱۹۰ اسب بخار (۱۴۲ کیلووات) مجهز بود. در کانادا، موتور در نظر گرفته‌شده برای این مدل، همان موتور وی۶ با حجم ۳٫۵ لیتر (۳٬۵۱۸ سانتی‌متر مکعب) استفاده شده در مدل تورینگ بود. این مدل به‌طور استاندارد با طرح محور عقب عرضه شد و طرح چهار چرخ متحرک نیز برای آن قابل سفارش بود. نام مدل پایهٔ کرایسلر ۳۰۰ در سال ۲۰۰۸ به ال‌ایکس تغییر یافت که این نام بر روی پلت‌فرم آن به عنوان کد باقی ماند.

#### مدل تورینگ
مدل تورینگ با یک پیشرانهٔ وی۶ با حجم ۳٫۵ لیتر (۳٬۵۱۸ سانتی‌متر مکعب) تجهیز شد که توانایی تولید ۲۵۰ اسب بخار (۱۸۶ کیلووات) نیرو و ۳۴۰ نیوتن متر (۲۵۱ پوند-فوت) گشتاور را داشت؛ این قدرت موتور بوسیلهٔ جعبه‌دنده‌های ۴ سرعته یا ۵ سرعتهٔ خودکار (بسته به سال و طرح چرخ‌های متحرک) به چرخ‌ها منتقل می‌شد. از جمله امکانات در نظر گرفته‌شده برای این مدل می‌توان به رینگ‌های چرخ آلومینیومی ۱۷ اینچی، رادیو ای‌ام/اف‌ام مجهز به پخش سی‌دی و ورودی جک استریو، کنترل پایداری الکترونیکی (ESP)، ورود بدون کلید، روکش چرمی صندلی‌ها و رادیوی ماهواره‌ای سیریوس اشاره کرد. نام این مدل برای مدل‌های سال ۲۰۰۹ و ۲۰۱۰ به تورینگ پلاس تغییر یافت.

#### ۳۰۰سی
مدل ۳۰۰سی دارای پیشرانهٔ ۵٫۷ لیتری همی وی۸ بود که با بهره‌مندی از سامانهٔ حجم موتور چندگانه (به انگلیسی: Multidisplacement System) (مخفف انگلیسی: MDS)، می‌توانست در زمان عدم نیاز به حداکثر قدرت موتور و جهت کاهش مصرف سوخت، ۴ عدد از سیلندرها را از مدار خارج کند. بر اساس رتبه‌بندی سازمان حفاظت از محیط زیست ایالات متحده آمریکا، مصرف سوخت کرایسلر ۳۰۰سی برابر با ۱۶ لیتر بر ۱۰۰ کیلومتر (۱۴٫۷ مایل بر گالون آمریکایی) در شهر و ۱۰ لیتر بر ۱۰۰ کیلومتر (۲۳٫۵ مایل بر گالون آمریکایی) در جاده و بزرگراه است. در صورت فعال بودن هر ۸ سیلندر پیشرانه، این خودرو دارای توان خروجی ۳۴۰ اسب بخار (۲۵۴ کیلووات) و گشتاور تولیدی ۵۲۹ نیوتن متر (۳۹۰ پوند-فوت) می‌باشد که این نیرو از طریق یک جعبه‌دنده ۵ سرعتهٔ خودکار به چرخ‌ها منتقل می‌شود. دیگر امکانات این مدل، رینگ‌های ۱۸ اینچی آلیاژی با پوشش کروم، سامانهٔ سرگرمی رسانه‌ای مای‌گیگ کرایسلر، رادیوی ماهواره‌ای سیریوس و تلویزیون‌های نصب شده برای صندلی‌های عقب را شامل می‌شوند. به دلیل استفاده از سرسیلندرهای همی، در این پیشرانه از آرایش دوگانهٔ محور اهرم‌های سوپاپ (انگشتی‌ها) به همراه میل بادامک تعبیه شده در بلوک سیلندر و ترکیب سوپاپ رو (OHV) و میله فشار استفاده شده‌است. برای احتراق بهینهٔ ترکیب سوخت و هوا، و همچنین کاهش آلاینده‌های خروجی موتور، در این پیشرانه دو شمع برای هر سیلندر تعبیه شده‌است. در مدل‌های سال ۲۰۰۹ و ۲۰۱۰، توان تولیدی پیشرانه به ۳۶۰ اسب بخار (۲۶۸ کیلووات) افزایش پیدا کرد.

#### اس‌آرتی-۸

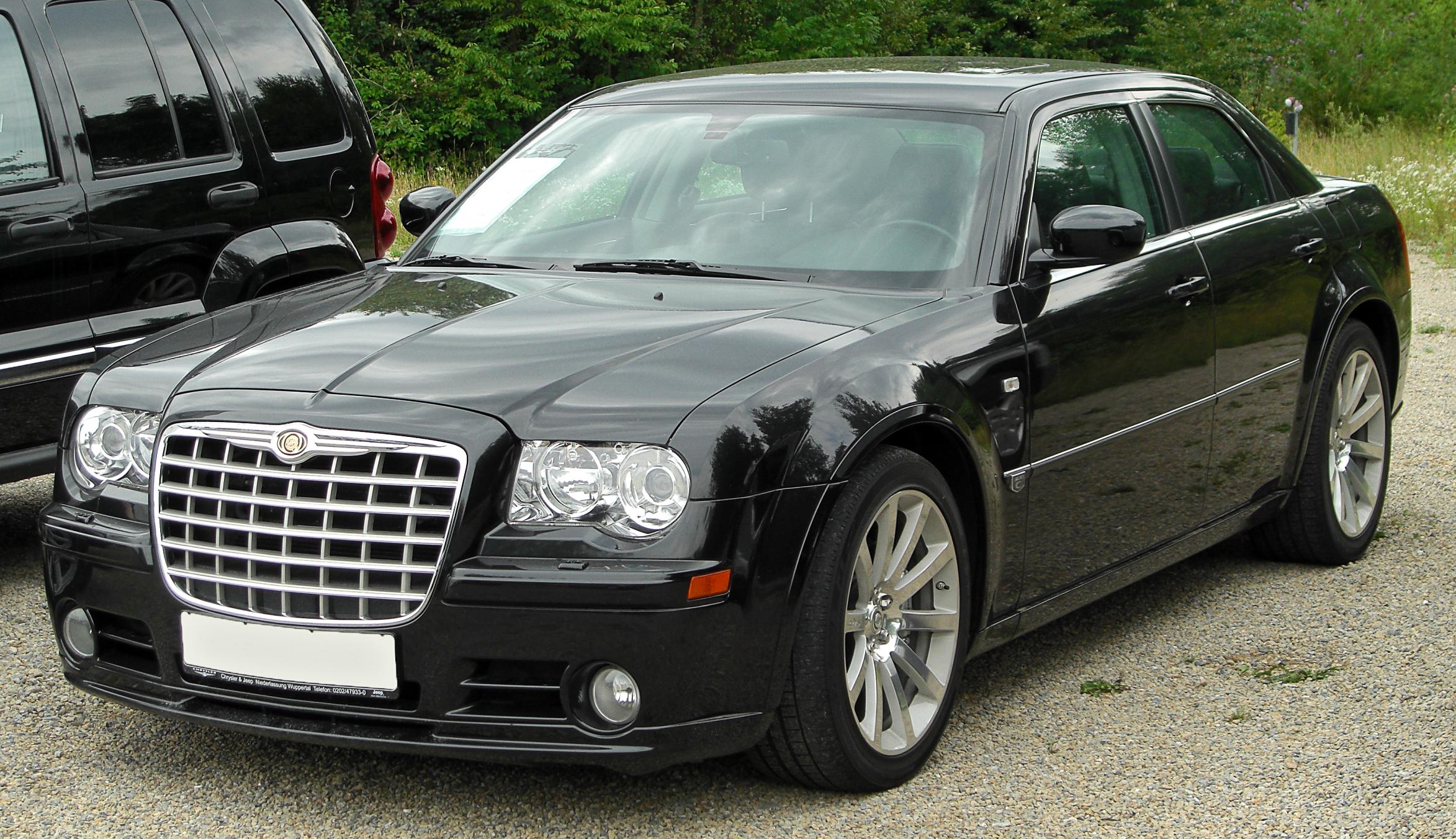
کرایسلر ۳۰۰سی اس‌آرتی-۸

مدل اس‌آرتی-۸ (به انگلیسی: SRT-8) به یک موتور وی۸ همی با حجم ۶٫۱ لیتر (۶٬۰۵۹ سانتی‌متر مکعب) مجهز بود که قابلیت تولید ۴۲۵ اسب بخار (۳۱۷ کیلووات) قدرت در دور موتور ۶٬۲۰۰ دور بر دقیقه و ۵۶۹ نیوتن متر (۴۲۰ پوند-فوت) گشتاور در ۴٬۸۰۰ دور بر دقیقه را دارا بود. شتاب ۰–۹۷ کیلومتر بر ساعت (۰–۶۰ مایل بر ساعت) این خودرو برابر با ۴٫۹ ثانیه بود.

### انواع دیگر

#### استیشن واگن

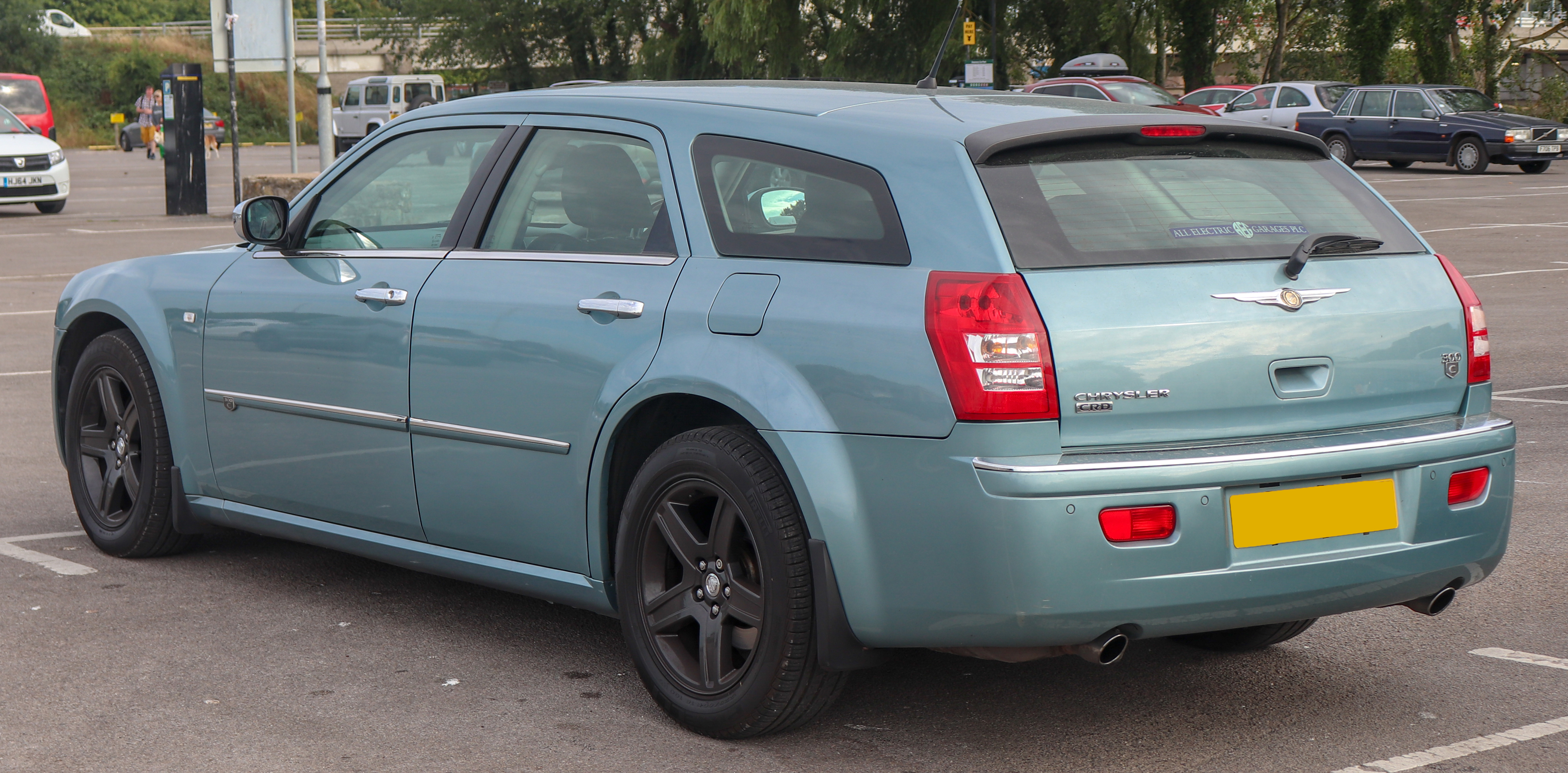
کرایسلر ۳۰۰سی تورینگ ۲۰۱۰

خودروی کرایسلر ۳۰۰سی در اروپا، استرالیا و ژاپن در دو نوع ۴ در سدان ناچ‌بک و ۵ در استیشن واگن به فروش می‌رسید. در مدل استیشن واگن، که با نام ۳۰۰سی تورینگ (با سطح امکاناتی مدل ۳۰۰ به نام تورینگ اشتباه نشود) شناخته می‌شد، بیشتر قطعات بدنهٔ استفاده شده در قسمت عقب و بعد از ستون سی، و همچنین طراحی رینگ‌های چرخ، با خودروی دوج مگنوم مشترک بود. مدل پایهٔ کرایسلر ۳۰۰ در اروپا عرضه نشد و به‌جای آن تمام خودروهای موجود در بازار اروپا در مدل ۳۰۰سی و با دو موتور وی۶ دیزل یا وی۸ بنزینی عرضه شدند. در اروپا، به دلیل بالا بودن قیمت بنزین، موتور وی۶ دیزل بسیار مقرون به صرفه و محبوب بود. تولید تمام مدل‌های ۳۰۰سی تورینگ، سدان‌های ۳۰۰سی اروپایی و همچنین مدل‌های فرمان راست از ژوئن ۲۰۰۵ و در کارخانهٔ مگنا اشتایر در گراتس اتریش آغاز شد. تولید مدل استیشن واگن پس از نسل اول متوقف شد.

#### دیزل (۲۰۰۶–۲۰۱۱)
در اروپا و استرالیا، یک موتور وی۶ ۳٫۰ لیتری دیزل ساخت شرکت مرسدس-بنز با قدرت ۲۱۵ اسب بخار (۱۶۰ کیلووات) در دور موتور ۳٬۸۰۰ دور بر دقیقه و گشتاور ۵۱۰ نیوتن متر (۳۷۶ پوند-فوت) در ۱٬۶۰۰ دور بر دقیقه نیز در دسترس بود. مصرف سوخت ۳۰۰سی دیزل معادل ۹٫۰ لیتر بر ۱۰۰ کیلومتر (۲۶٫۲ مایل بر گالون آمریکایی) در شهر، ۵٫۵ لیتر بر ۱۰۰ کیلومتر (۴۲٫۸ مایل بر گالون آمریکایی) در بزرگراه و مصرف سوخت ترکیبی آن برابر با ۶٫۷۴ لیتر بر ۱۰۰ کیلومتر (۳۴٫۹ مایل بر گالون آمریکایی) بود. شتاب ۰–۶۰ مایل بر ساعت (۰–۹۷ کیلومتر بر ساعت) این مدل ۷٫۹ ثانیه بود؛ در حالی که حداکثر سرعت آن (۲۲۵ کیلومتر بر ساعت (۱۴۰ مایل بر ساعت)) با مدل‌های مجهز به موتور وی۶ بنزینی برابری می‌کرد.
مدل‌های عرضه شده در بریتانیا در سال ۲۰۰۸، شامل مدل‌های سدان و استیشن واگن با طراحی اس‌آرتی نیز می‌شدند که امکاناتی نظیر رینگ‌های آلیاژی ۲۰ اینچی اس‌آرتی با بازوهای قوسی شکل، جلوپنجره با نوارهای کرومی، مسیریاب ماهواره‌ای مای‌گیگ، غربیلک فرمان اس‌آرتی-۸، صندلی‌های چرمی اسپورت اس‌آرتی-۸ و تزئینات داخلی از جنس فیبر کربن را در بر می‌گرفت.

#### بیجینگ اتو تی۸
بیجینگ اتو تی۸ یک نسخه لیموزین چینی از کرایسلر ۳۰۰ بود که بیجینگ اتو دو نمونه اولیه از آن تولید کرد. تی۸ یک دماغه جدید به سبک کادیلاک و یک قسمت عقب جدید داشت. با این حال، بقیه طراحی بدون تغییر از کرایسلر ۳۰۰ استاندارد باقی مانده‌است. تنها تغییرات در داخل، فرمان اصلاح شده با لوگوی به‌روز شده بود. بیجینگ اتو حق ادامه استفاده از پلت‌فرم(ها) یا موتور(های) لازم برای تولید خودرو را نداشت؛ بنابراین، ادامه چشم‌انداز توسعه و تولید تی۸ در سال ۲۰۰۹ به پایان رسید.

## نسل دوم (ال‌دی؛ ۲۰۱۱–اکنون)
مدل جدیدی از کرایسلر ۳۰۰ که طراحی آن به‌طور چشمگیری تغییر کرده‌بود، در سال ۲۰۱۱ در قالب یک خودروی ۴ در سدان معرفی شد. با این حال، پلت‌فرم اصلی خودرو، که اکنون «ال‌دی» نامیده می‌شد؛ در حالی که به‌روز شده‌است، هنوز ارتباط نزدیکی با پلت‌فرم اصلی «ال‌ایکس» داشت. تولید این نسل در ۸ دسامبر ۲۰۲۳ متوقف شد.

### طراحی ظاهری

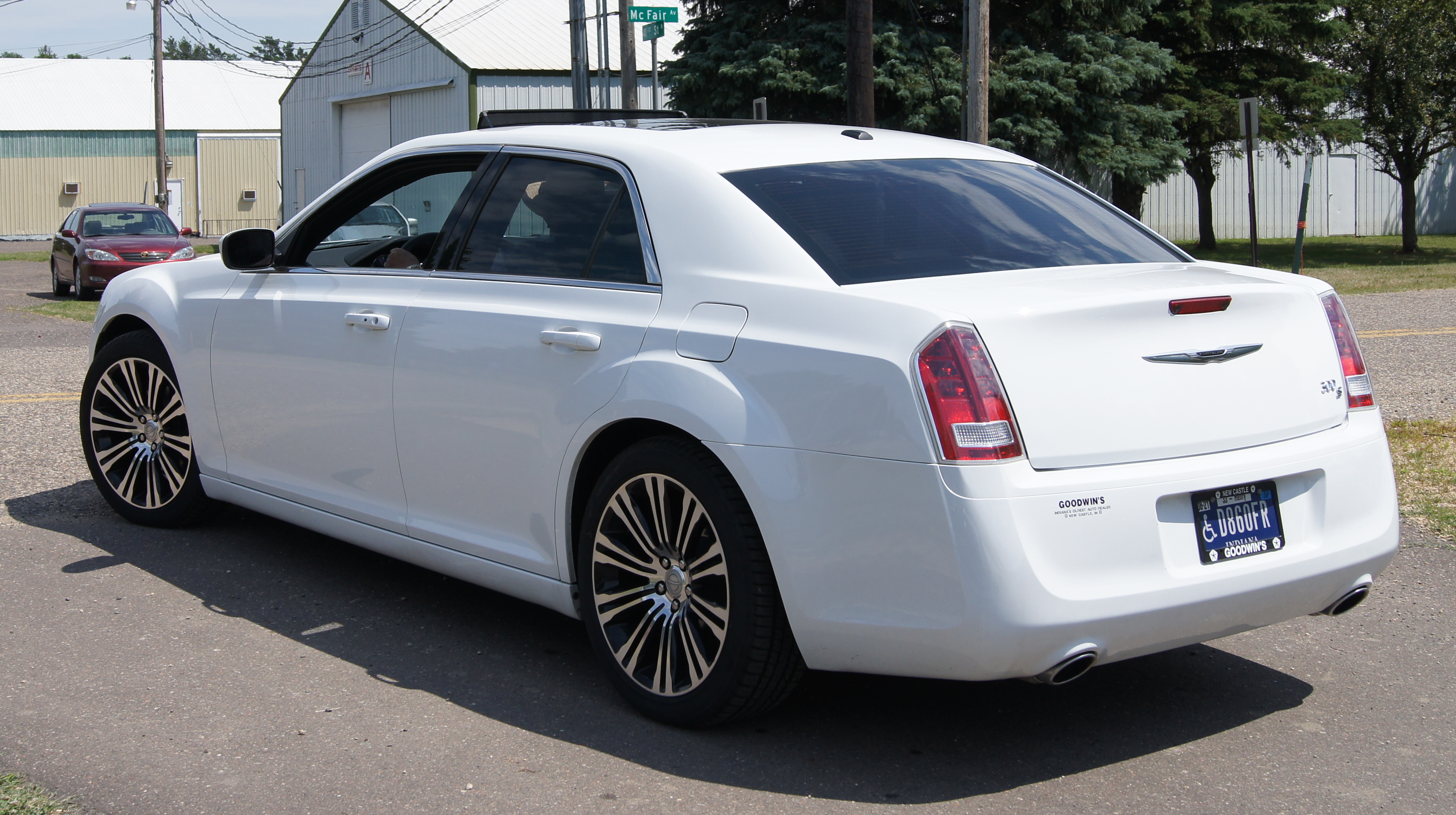
کرایسلر ۳۰۰اس (ایالات متحده، پیش از تغییر چهره)

تغییراتی که در طراحی نمای خارجی کرایسلر ۳۰۰ رخ داده‌است، شامل ورق‌کاری بازبینی‌شده، ستون‌های باریک‌تر، شیشه جلوی مایل‌تر، چراغ‌های جلو از نوع زنون اچ‌آی‌دی، چراغ‌های رانندگی در روز از نوع ال‌ئی‌دی در داخل چراغ‌های جلو، چراغ‌های عقب مجهز به لامپ ال‌ئی‌دی و برآمدگی بیشتر جلوپنجره همراه با آرم بروزرسانی‌شدهٔ کرایسلر می‌شوند. گزینه‌های قابل انتخاب در این مدل نیز سقف بازشوی پانوراما و رینگ‌های آلومینیومی پولیش‌کاری شده را شامل می‌شوند.

### مدل‌ها

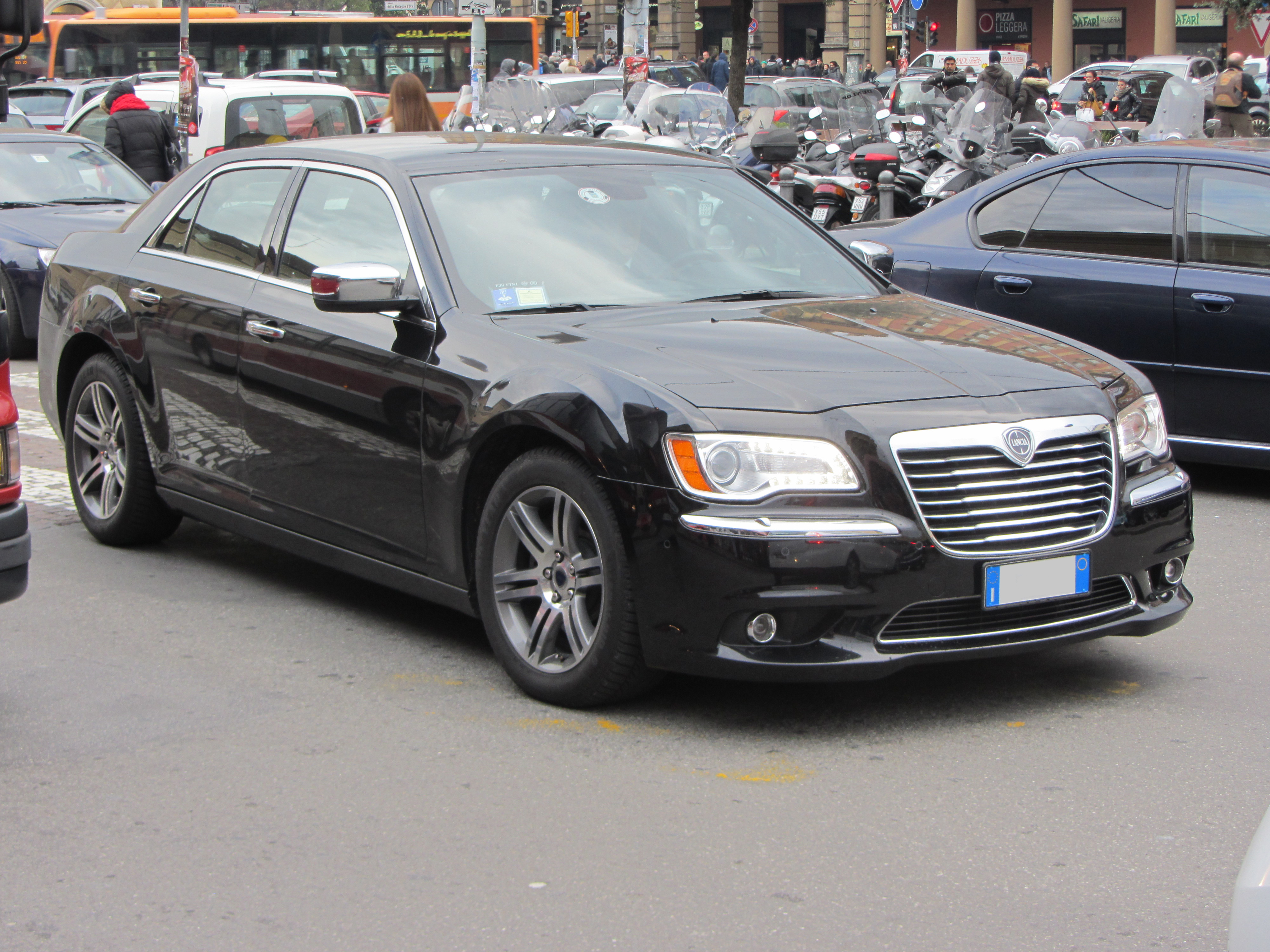
لانچیا تما ۲۰۱۱

کرایسلر ۳۰۰ مدل سال ۲۰۱۱ در تیپ‌های تورینگ، لیمیتد، ۳۰۰سی و ۳۰۰سی چهار چرخ متحرک معرفی شد. تیپ‌های تورینگ و لیمیتد با موتور وی۶ پنتاستار عرضه شدند؛ در حالی که مدل‌های سری ۳۰۰سی به صورت استاندارد به موتور ۵٫۷ لیتری همی مجهز شدند.
در نمایشگاه بین‌المللی خودروی نیویورک ۲۰۱۱، یک تیپ لوکس با نام ۳۰۰سی سری اکزکیوتیو در کنار تیپ جدید ۳۰۰اس معرفی شد. مدل ۳۰۰اس که دارای خصوصیات اسپورت است، دارای جلوپنجره و کاسهٔ چراغ‌های جلو به رنگ مشکی بوده و از رینگ‌های ۲۰ اینچی آلومینیومی براق با پره‌هایی به رنگ مشکی بهره‌مند است. سیستم صوتی ساخت بیتس بای دکتر دره با ۱۰ بلندگو و پدال‌های تعویض دنده در پشت فرمان، از دیگر خصوصیات این مدل هستند. تیپ لوکس اکزکیوتیو، که از سال ۲۰۱۱ تا ۲۰۱۴ با نام لانچیا تما در اروپا به فروش رسید، دارای رودری‌ها و کنسول میانی پوشیده شده با چرم، گرم‌کن و خنک‌کننده برای تمام صندلی‌ها و جلوپنجره‌ای که پره‌های افقی و حاشیهٔ آن از کروم پوشیده شده‌اند، می‌باشد.

#### اس‌آرتی-۸

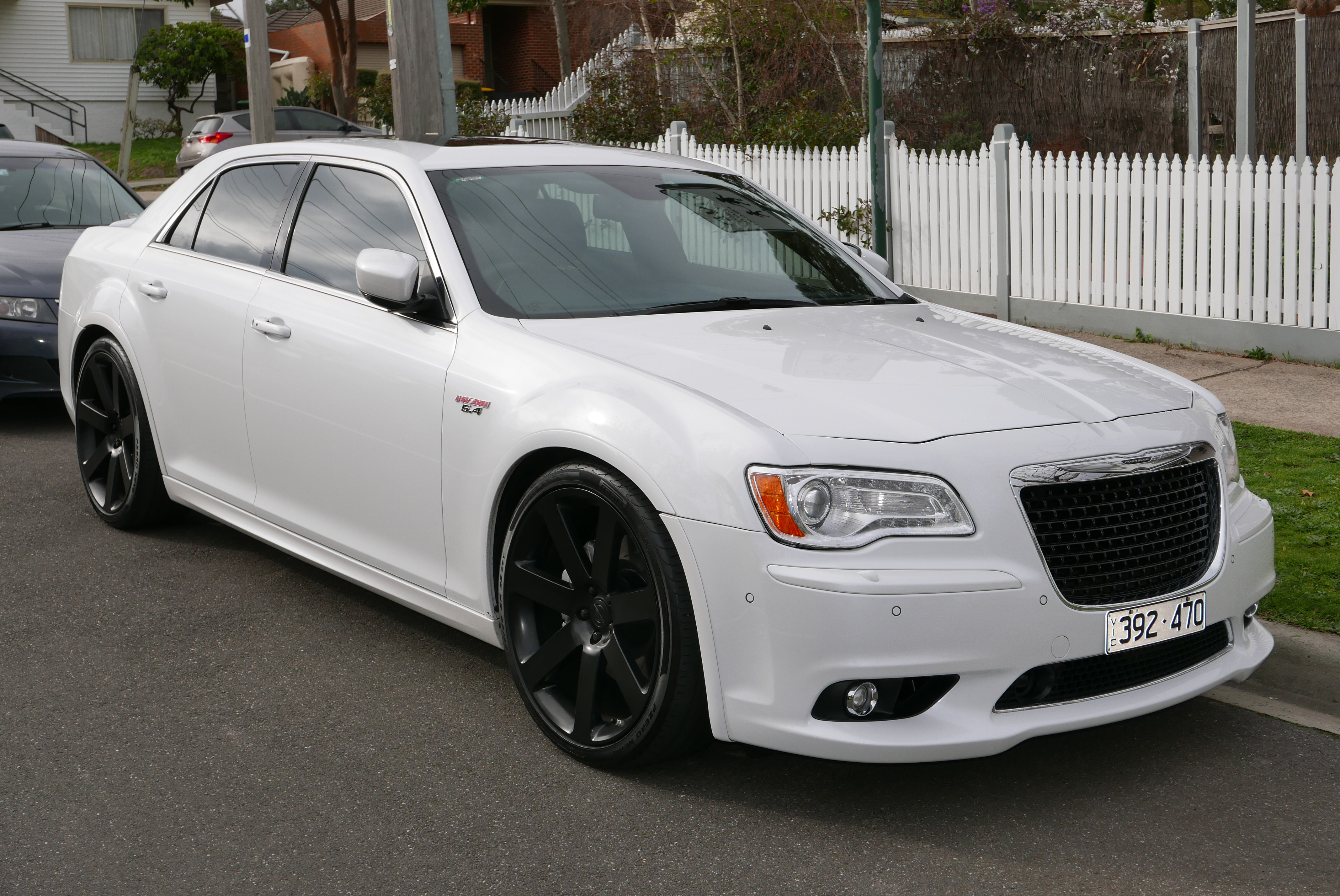
کرایسلر ۳۰۰ اس‌آرتی-۸ (استرالیا)

نسخهٔ اس‌آرتی از کرایسلر ۳۰۰ در نمایشگاه بین‌المللی خودروی نیویورک در سال ۲۰۱۱ با موتور ۶٫۴ لیتری وی۸ ۳۹۲ همی معرفی شد. این موتور در دیگر محصولات گروه اس‌آرتی، زیرمجموعهٔ کرایسلر نیز استفاده شده‌است. با وجود این پیشرانه که توانایی تولید ۴۷۰ اسب بخار (۳۵۰ کیلووات) نیرو را دارد، کرایسلر ۳۰۰ اس‌آرتی به شتاب ۰–۹۷ کیلومتر بر ساعت (۰–۶۰ مایل بر ساعت) برابر با ۴ ثانیه دست یافته‌است.
علاوه بر قدرت خروجی بیشتر در مدل اس‌آرتی، این مدل از طراحی بیرونی خاصی بهره‌مند است که با عناصری نظیر دماغهٔ پایین‌تر، خروجی‌های اگزوز بزرگ، جایگزینی قطعات کرومی با قطعات همرنگ بدنه و رینگ‌های آلومینیومی ۲۰ اینچی قابل شناسایی است. در این خودرو همچنین از سیستم تعلیقی با ارتفاع کمتر و قابلیت‌های اسپورت، به همراه مجموعه ترمز ساخت شرکت برمبو استفاده شده‌است.
تولید کرایسلر ۳۰۰ اس‌آرتی (یا اس‌آرتی-۸) در ایالات متحده از مدل سال ۲۰۱۵ متوقف شد، اما همچنان در استرالیا، نیوزلند و خاورمیانه به عنوان خودروی پلیس (کرایسلر انفورسر) به فروش می‌رسد. برخلاف اطلاعیه‌های قبلی شرکت کرایسلر، خودروی ۳۰۰ اس‌آرتی همچنان در انواع فرمان راست و چپ در سراسر جهان به فروش می‌رسد.

### پیشرانه
موتورهای ۲٫۷ و ۳٫۵ لیتری مورد استفاده در مدل‌های قبلی، با موتور جدید وی۶ پنتاستار کرایسلر، با قدرت ۲۹۲ اسب بخار (۲۱۸ کیلووات) و گشتاور ۳۵۳ نیوتن متر (۲۶۰ پوند-فوت) جایگزین شده‌اند و موتور وی۸ همی ۵٫۷ لیتری با قدرت ۳۶۳ اسب بخار (۲۷۱ کیلووات) نیز همچنان در دسترس است. یک موتور وی۶ توربودیزل ۳٫۰ لیتری ساخت شرکت وی‌ام موتوری ایتالیا، از گزینه‌های قابل انتخاب برای خریداران این خودرو در اروپا و استرالیا است. از مدل سال ۲۰۱۲ تمامی خودروهای بهره‌مند از موتور وی۶، به جعبه‌دندهٔ ۸ سرعتهٔ تورکفلایت کرایسلر، که تحت نظارت شرکت زداف فریدریشسهافن تولید می‌شود، مجهز شدند.
| کرایسلر               | کرایسلر                         | کرایسلر                        | کرایسلر                                          | کرایسلر                                                     | کرایسلر    |
| مدل                   | موتور                           | حجم موتور                      | قدرت در دور موتور                                | گشتاور در حجم موتور                                         | سال        |
| --------------------- | ------------------------------- | ------------------------------ | ------------------------------------------------ | ----------------------------------------------------------- | ---------- |
| تورینگ                | ۳٫۶ لیتری وی۶ پنتاستار          | ۳٬۶۰۴ سانتی‌متر مکعب (۳٫۶ لیتر) | ۲۹۲ اسب بخار (۲۱۸ کیلووات) در ۶٬۳۵۰ دور بر دقیقه | ۳۵۲ نیوتن متر (۲۶۰ پوند-فوت) در۴٬۸۰۰ دور بر دقیقه           | ۲۰۱۱–اکنون |
| لیمیتد                | ۳٫۶ لیتری وی۶ پنتاستار          | ۳٬۶۰۴ سانتی‌متر مکعب (۳٫۶ لیتر) | ۲۹۲ اسب بخار (۲۱۸ کیلووات) در ۶٬۳۵۰ دور بر دقیقه | ۳۵۲ نیوتن متر (۲۶۰ پوند-فوت) در۴٬۸۰۰ دور بر دقیقه           | ۲۰۱۱–اکنون |
| ۳۰۰اس                 | ۳٫۶ لیتری وی۶ پنتاستار          | ۳٬۶۰۴ سانتی‌متر مکعب (۳٫۶ لیتر) | ۳۰۰ اسب بخار (۲۲۰ کیلووات)                       | ۳۵۸ نیوتن متر (۲۶۴ پوند-فوت) در ۴٬۸۰۰ دور بر دقیقه          | ۲۰۱۱–اکنون |
| ۳۰۰سی و ۳۰۰اس (۲۰۱۲)  | ۵٫۷ لیتری وی۸ همی               | ۵٬۶۵۴ سانتی‌متر مکعب (۵٫۷ لیتر) | ۳۶۳ اسب بخار (۲۷۱ کیلووات) در ۵٬۱۵۰ دور بر دقیقه | ۵۲۷ نیوتن متر (۳۸۹ پوند-فوت) در ۴٬۲۵۰ دور بر دقیقه          | ۲۰۱۱–اکنون |
| ۳۰۰ اس‌آرتی-۸          | ۶٫۴ لیتری ۳۹۲ همی وی۸           | ۶٬۴۳۰ سانتی‌متر مکعب (۶٫۴ لیتر) | ۴۷۰ اسب بخار (۳۵۰ کیلووات) در ۶٬۰۰۰ دور بر دقیقه | ۶۳۷ نیوتن متر (۴۷۰ پوند-فوت) در ۴٬۳۰۰ دور بر دقیقه          | ۲۰۱۲–۲۰۱۵  |
| لانچیا (کرایسلر یوکی) |                                 |                                |                                                  |                                                             |            |
| بنزینی                | ۳٫۶ لیتری وی۶ پنتاستار          | ۳٬۶۰۴ سانتی‌متر مکعب (۳٫۶ لیتر) | ۲۸۲ اسب بخار (۲۱۰ کیلووات) در ۶٬۳۵۰ دور بر دقیقه | ۳۴۰ نیوتن متر (۲۵۰ پوند-فوت) در ۴٬۶۵۰ دور بر دقیقه          | ۲۰۱۱–۲۰۱۴  |
| دیزل                  | ۳٫۰ لیتری وی۶ وی‌ام موتوری ای۶۳۰ | ۲٬۹۸۷ سانتی‌متر مکعب (۳٫۰ لیتر) | ۱۸۷ اسب بخار (۱۳۹ کیلووات) در ۴٬۰۰۰ دور بر دقیقه | ۴۴۰ نیوتن متر (۳۲۵ پوند-فوت) در ۱٬۶۰۰ تا ۲٬۸۰۰ دور بر دقیقه | ۲۰۱۱–۲۰۱۴  |
| دیزل                  | ۳٫۰ لیتری وی۶ وی‌ام موتوری ای۶۳۰ | ۲٬۹۸۷ سانتی‌متر مکعب (۳٫۰ لیتر) | ۲۳۶ اسب بخار (۱۷۶ کیلووات) در ۴٬۰۰۰ دور بر دقیقه | ۵۵۰ نیوتن متر (۴۰۶ پوند-فوت) در ۱٬۸۰۰ تا ۲٬۸۰۰ دور بر دقیقه | ۲۰۱۱–۲۰۱۴  |

### تغییرات نمای داخلی

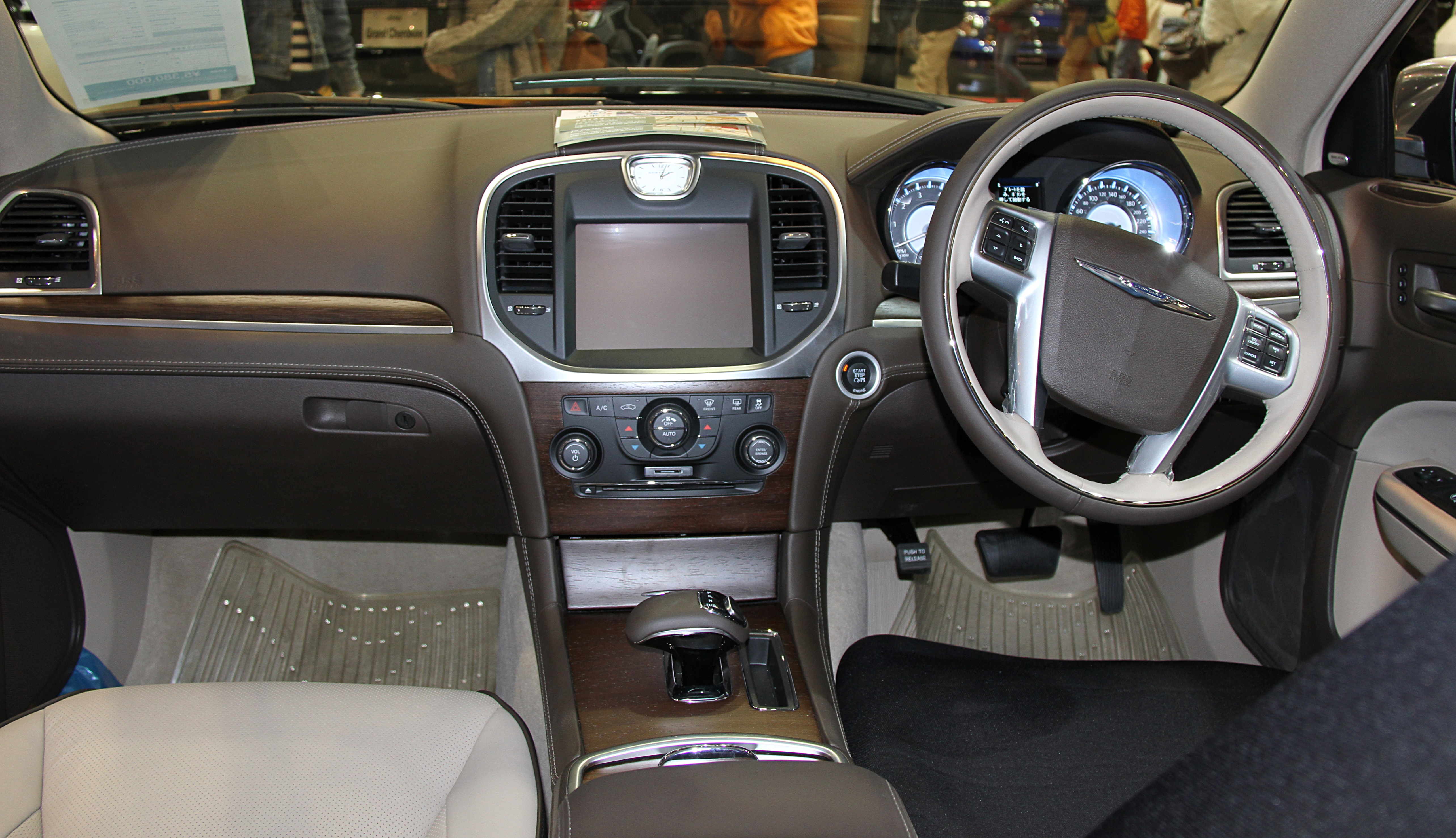
نمای داخلی مدل ۳۰۰سی اکزکیوتیو

تغییرات ایجاد شده در طراحی داخلی، شامل ادوات متمرکز از نوع «سافت-تاچ»، صفحه نمایش لمسی ۸٫۴ اینچی یوکانکت تاچ، کنسول میانی و غربیلک فرمان جدید و صندلی‌های چرمی به صورت استاندارد در تمام تیپ‌ها می‌شود. همچنین کیسه‌های هوای پرده‌ای و نصب‌شده بر روی صندلی‌ها از امکانات پایهٔ این نسل هستند.

### تغییر چهره ۲۰۱۵

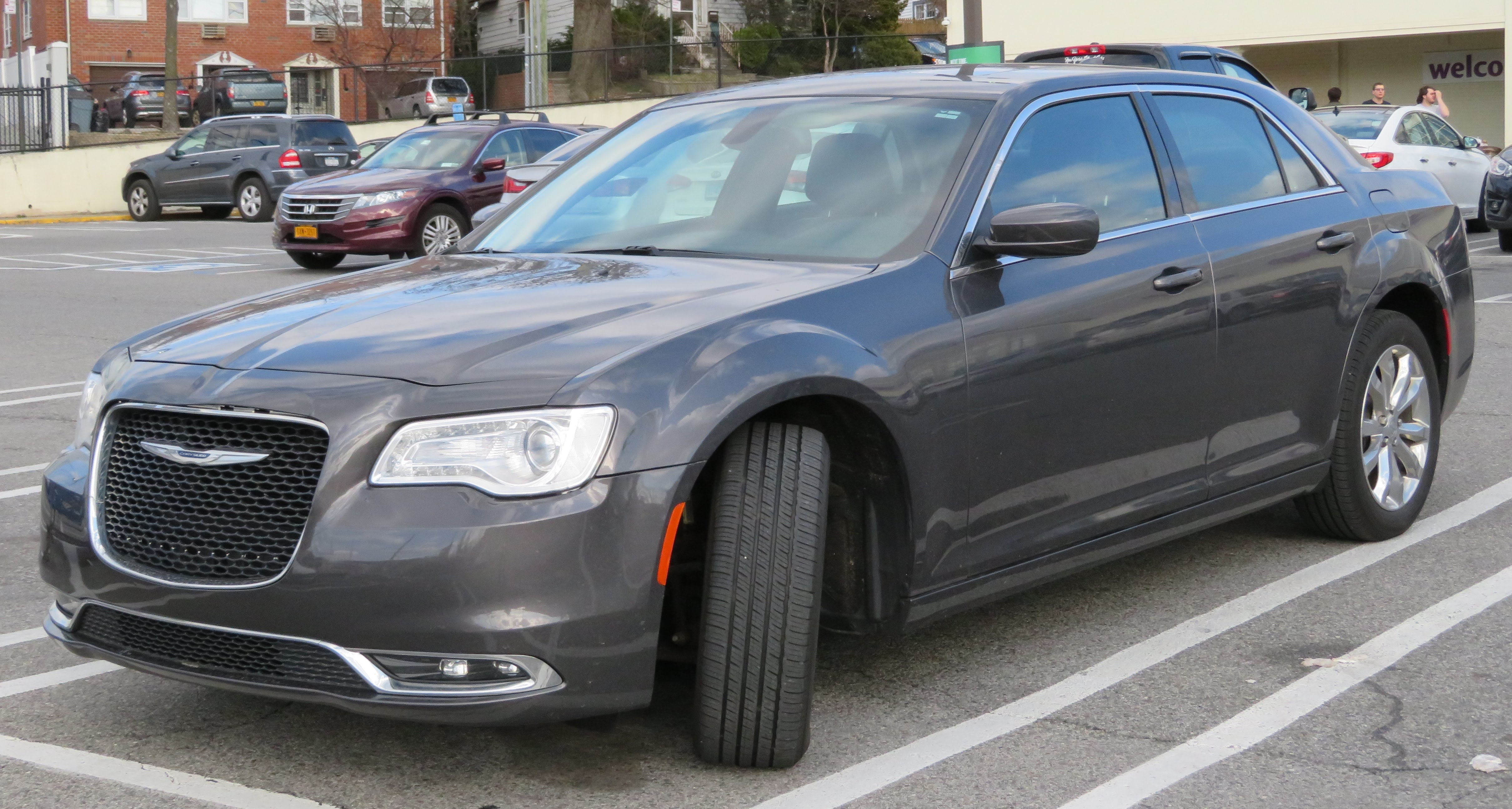
کرایسلر ۳۰۰ (ایالات متحده؛ پس از تغییر چهره)

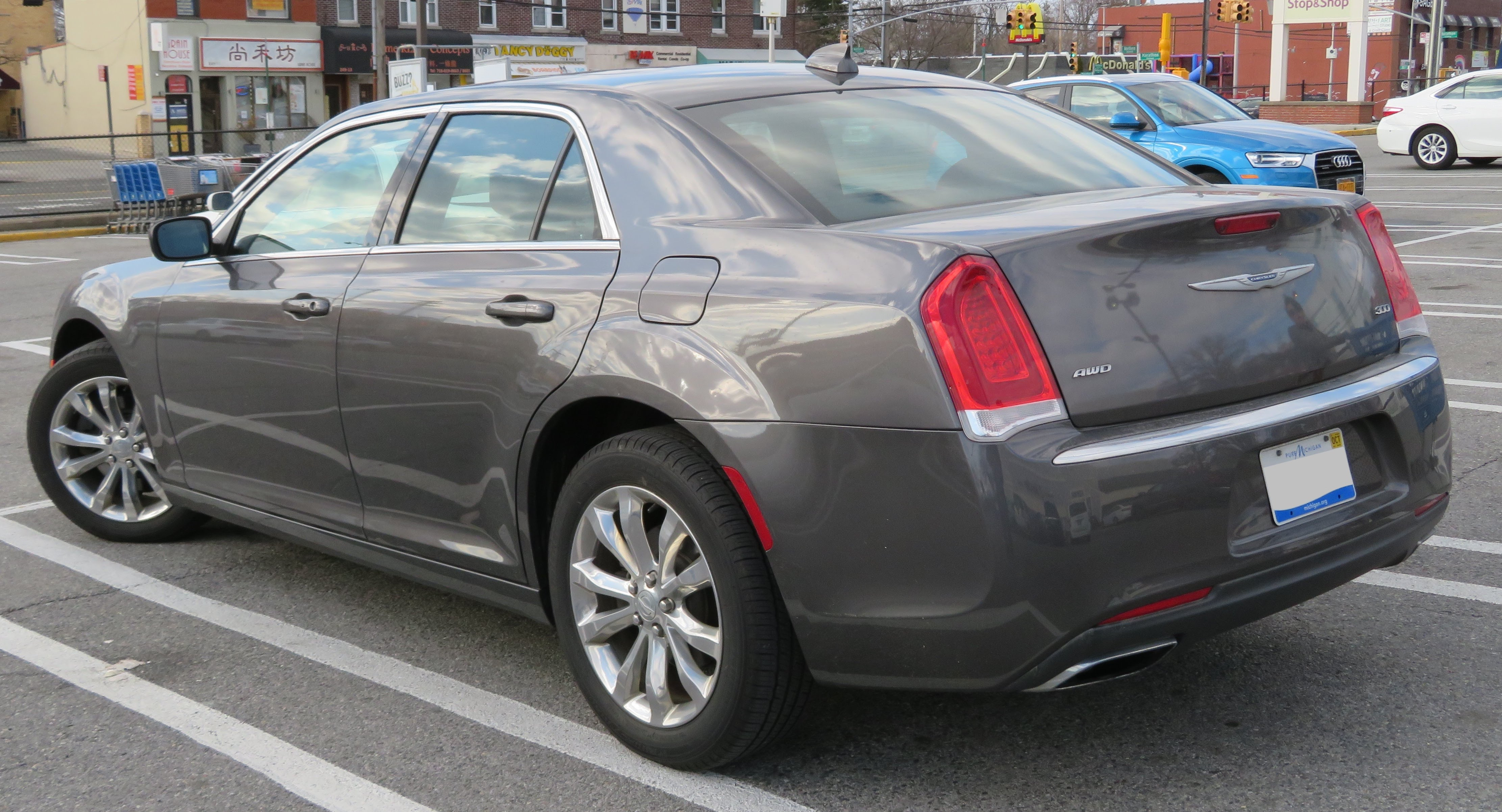
کرایسلر ۳۰۰ (ایالات متحده؛ پس از تغییر چهره)

در اواخر سال ۲۰۱۴، نمونه‌ای از کرایسلر ۳۰۰ با تغییراتی در طراحی ظاهری برای مدل سال ۲۰۱۵ معرفی شد.
تغییرات اعمال شده بر روی این مدل عبارتند از:
- کنترل پیمایش (کروز کنترل) سازگار با بازهٔ سرعت کامل و قابلیت توقف
- سامانهٔ جلوگیری از برخورد در بازهٔ سرعت کامل با ترمز فعال
- سامانهٔ هشدار خروج از مسیر با قابلیت کنترل حرکت بین خطوط
- امکانات سامانهٔ یوکانکت از جمله اتصال و پخش از طریق بلوتوث و فرمان صوتی یوکانکت از طریق اتصال بلوتوث.
- نمایشگر ۸٫۴ اینچی با قابلیت‌هایی نظیر مسیریابی، رابط گرافیکی سه‌بعدی و رادیوی اچ‌دی
- نمایشگر ۷ اینچی اطلاعات برای راننده (DID) در پهنه ابزار الکترونیکی پشت فرمان
- جعبه‌دندهٔ ۸ سرعتهٔ خودکار تورک‌فلایت به صورت استاندارد
- طراحی جدید دماغه و چهرهٔ عقب
- جلوپنجرهٔ جدید مشکی با نوارهای کروم

### بازاریابی
در پی کارزار تبلیغاتی کرایسلر در سال ۲۰۱۱، ۳ ویدئوی تبلیغاتی تلویزیونی تهیه شدند. اولین ویدئو با نام «بازگشت به خانه» (به انگلیسی: Homecoming) و با حضور انداموکونگ سو، مدافع خط دفاعی تیم فوتبال آمریکایی دیترویت لاینز ساخته شد که او را در حال رانندگی با کرایسلر ۳۰۰ جدید در زادگاهش، شهر بارانی پورتلند، اورگن و مرور خاطراتی از روزهای ابتدایی ورزش کردنش نشان می‌دهد. در ویدئوی دوم، که «نگرش» (به انگلیسی: Attitude) نام دارد، جان وارواتوس، طراح لباس آمریکایی، در یک فروشگاه موسیقی در بروکلین به دنبال یافتن الهاماتی برای کارش می‌گردد و سپس با یک آلبوم موسیقی در زیر بقل، سوار کرایسلر ۳۰۰ خود می‌شود. در سومین ویدئوی تبلیغاتی با نام «چیزهای خوب» (به انگلیسی: Good Things) نیز دکتر دره در حال رانندگی با خودروی کرایسلر ۳۰۰ مدل ۲۰۱۲ مجهز به سیستم صوتی بیتس بای دکتر دره در خیابان‌های لس آنجلس حضور می‌یابد.
تبلیغ تلویزیونی دیگری نیز با نام «با آن روبرو شو» (به انگلیسی: See It Through) با حضور کرایسلر ۳۰۰ و جمعی از افراد مشهور شهر دیترویت، از جمله انداموکونگ سو، بازیکن فوتبال آمریکایی، ساخته شد که در این ویدئو این افراد به خواندن شعری از ادگار گست مربوط به سال ۱۹۱۷ با نام «با آن روبرو شو» می‌پرداختند.

### ۳۰۰اس توربین
در نمایشگاه خودروی دیترویت ۲۰۱۳، کرایسلر مدل ۳۰۰اس را برای ادای احترام به کرایسلر توربین ۱۹۶۴ ارائه کرد. این خودرو در دو رنگ برنزی و مشکی، با جلوپنجره‌ای بیش از حد کروم و طراحی رینگ ۲۲ اینچی که یادآور موتیف توربین است در نمایشگاه حاضر شد.

### توقف تولید
در سال ۲۰۲۲، استلانتیس تأیید کرد که سدان کرایسلر ۳۰۰ پس از مدل سال ۲۰۲۳ به‌دلیل فروش ضعیف و همچنین برنامه‌های این شرکت برای تمرکز آیندهٔ خود بر روی خودروهای الکتریکی به جای خودروهای با سوخت فسیلی متوقف خواهد شد. آتلانتیس همچنین اعلام کرد که یک خودروی تمام الکتریکی با نشان کرایسلر جایگزین کرایسلر ۳۰۰ خواهد شد که توسط کانسپت کرایسلر ایرفلو ئی‌وی پیش نمایش شده‌است.
انتظار می‌رود تولید تا دسامبر ۲۰۲۳ ادامه یابد و پس از آن خط تولید در طول سال ۲۰۲۴ بازسازی و به‌طور کامل مدرنیزه شود.

### ایمنی

#### یورو ان‌سی‌ای‌پی
در پاییز سال ۲۰۱۱، خودروی لانچیا تما (کرایسلر ۳۰۰ در اروپا) توسط مؤسسهٔ یورو ان‌سی‌ای‌پی (Euro NCAP) از حیث ایمنی مورد آزمایش قرار گرفت.
نتایج این آزمایش در جدول زیر آمده‌است:
| نتایج آزمون یورو ان‌سی‌ای‌پی | نتایج آزمون یورو ان‌سی‌ای‌پی | نتایج آزمون یورو ان‌سی‌ای‌پی |
| ------------------------- | ------------------------- | ------------------------- |
| لانچیا تما (۲۰۱۱)         |                           |                           |
| آزمون                     | امتیاز                    | %                         |
| کل:                       | 5/5 ستاره                 | 5/5 ستاره                 |
| سرنشین بالغ:              | ۲۹٫۷                      | ۸۳%                       |
| سرنشین کودک:              | ۳۷٫۷                      | ۷۷%                       |
| عابر پیاده:               | ۲۱٫۳                      | ۵۹%                       |
| کمک ایمنی:                | ۵                         | ۷۱%                       |

#### مؤسسه بیمه ایمنی بزرگراه‌ها
| همپوشانی کوچک جلو (راننده):           | حاشیه‌ای   |         |
| همپوشانی متوسط جلو                    | خوب       |         |
| جانبی (تست اصلی)                      | خوب       |         |
| استحکام سقف                           | خوب       |         |
| تکیه‌گاه سر و صندلی                    | خوب       |         |
| چراغ‌های جلو                           | ضعیف      |         |
| پیشگیری از تصادف جلو (خودرو به خودرو) | عالی      | انتخابی |
| لنگر صندلی کودک (LATCH) سهولت استفاده | قابل قبول |         |

## فروش
| سال  | ایالات متحده | کانادا | اروپا  | مکزیک | استرالیا | اروپا به‌عنوان لانچیا تما |
| ---- | ------------ | ------ | ------ | ----- | -------- | ------------------------ |
| ۲۰۰۴ | ۱۱۲٬۹۳۰      | ۱۰٬۰۴۸ | ۲٬۴۶۰  |       |          |                          |
| ۲۰۰۵ | ۱۴۴٬۰۶۸      | ۱۴٬۶۵۴ | ۵٬۵۲۰  | ۱٬۰۰۱ | ۳۶۳      |                          |
| ۲۰۰۶ | ۱۴۳٬۶۴۷      | ۱۳٬۳۱۶ | ۱۴٬۱۸۶ | ۱٬۰۲۴ | ۱٬۸۶۴    |                          |
| ۲۰۰۷ | ۱۲۰٬۶۳۶      | ۱۰٬۰۲۱ | ۱۳٬۴۶۳ | ۶۶۰   | ۱٬۶۴۵    |                          |
| ۲۰۰۸ | ۶۲٬۳۵۲       | ۷٬۴۴۳  | ۷٬۲۴۴  | ۴۱۲   | ۱٬۰۸۷    |                          |
| ۲۰۰۹ | ۳۸٬۶۰۶       | ۵٬۲۳۴  | ۳٬۴۲۸  | ۲۰۰   | ۸۲۲      |                          |
| ۲۰۱۰ | ۳۷٬۱۱۶       | ۴٬۱۸۰  | ۳٬۵۰۷  | ۲۱۸   | ۸۷۴      |                          |
| ۲۰۱۱ | ۳۶٬۲۸۵       | ۳٬۰۴۵  | ۵۰۴    | ۳۰۸   | ۳۶۰      | ۶۹۹                      |
| ۲۰۱۲ | ۷۰٬۷۴۷       | ۵٬۷۶۰  | ۲۹۲    | ۲۹۳   | ۱٬۲۰۶    | ۱٬۷۲۹                    |
| ۲۰۱۳ | ۵۷٬۷۲۴       | ۵٬۳۷۵  | ۲۲۱    | ۱۵۷   | ۲٬۵۰۸    | ۲٬۲۳۶                    |
| ۲۰۱۴ | ۵۳٬۳۸۲       | ۴٬۱۱۷  | ۸۸     | ۱۱۶   | ۱٬۵۸۰    | ۳۹۲                      |
| ۲۰۱۵ | ۵۳٬۱۰۹       | ۴٬۴۴۳  | ۱۰     | ۱۳۹   | ۸۸۰      | ۲۸                       |
| ۲۰۱۶ | ۵۳٬۲۴۱       | ۳٬۶۶۲  | ۶      | ۸۷    | ۴۶۰      | ۱۹                       |
| ۲۰۱۷ | ۵۱٬۲۳۷       | ۴٬۳۳۲  | ۸      | ۷۷    | ۲۵۷      |                          |
| ۲۰۱۸ | ۴۶٬۵۹۳       | ۳٬۵۱۲  | ۶      | ۳۹    | ۲۵۰      |                          |
| ۲۰۱۹ | ۲۹٬۲۱۳       | ۱٬۹۴۹  |        | ۵     | ۲۹۲      |                          |
| ۲۰۲۰ | ۱۶٬۶۵۳       | ۴۴۷    |        | ۵     | ۲۱۸      |                          |
| ۲۰۲۱ | ۱۶٬۶۶۲       | ۷۹۵    |        |       |          |                          |
| ۲۰۲۲ | ۱۴٬۰۸۷       | ۲٬۳۰۶  |        |       |          |                          |

1. ↑  اروپا: اتحادیه اروپا + بریتانیا + سوئیس + نروژ + ایسلند
2. ↑  اروپا: اتحادیه اروپا + بریتانیا + سوئیس + نروژ + ایسلند